# 凤麓街道
凤麓街道，是中华人民共和国云南省玉溪市澄江市下辖的一个街道办事处。

## 行政区划
凤麓街道下辖以下地区：
仪凤社区、拥晖社区、澄波社区和揽秀社区。